# 国分建設
株式会社emi・park国分建設（エミパークこくぶんけんせつ）は、かつて茨城県牛久市に本社を置いて、住宅建設、不動産業などを行った企業である。
2021年10月19日、事業を停止し、事後処理を弁護士に一任して自己破産申請の準備に入ったと発表した。 負債は約7億9千万円とみられる。 

## 事業所
- 本社・ショールーム「emi・park」
〒300-1237 茨城県牛久市田宮二丁目27番地3
- 牛久ショールーム「恵・風雅」
〒300-1216 茨城県牛久市神谷六丁目2番地5

## 沿革
- 1976年（昭和51年）2月 - 「国分産業」として創業し、本社を牛久市柏田町に置く
- 1983年（昭和58年）11月 - 財団法人住宅保証機構に加盟
- 1988年（昭和63年）12月 - 本社を牛久市上柏田に移転
- 1993年（平成5年）2月 - 茨城県内で初めてソーラーハウスの販売を開始
- 1996年（平成8年）3月 - 牛久市神谷に展示場を設置
- 2005年（平成17年）1月 - 本社ショールームをリニューアル
- 2006年（平成18年）
  - 1月 - 守谷市に守谷支店を開設
  - 4月 - 欠陥の無い住宅を建てているとして日本住宅保証検査機構から表彰を受ける
- 2007年（平成19年）3月 - ショールーム「アイムの家」を開設
- 2021年（令和3年）
  - 4月5日 - 社名を「国分建設」から「emi・park国分建設」に改称
  - 10月19日 - 事業を停止し、事後処理を弁護士に一任して自己破産申請の準備に入ったことが公表される
- 2024年（令和6年）2月 - 法人格消滅（登記記録の閉鎖）